# Parazelota
Parazelota é um gênero de mariposa pertencente à família Acrolepiidae.